# Anolis haguei
Espèce
Synonymes
- Norops haguei (Stuart, 1942)

Anolis haguei est une espèce de sauriens de la famille des Dactyloidae. 

## Répartition
Cette espèce est endémique du Guatemala. 

## Étymologie
Cette espèce est nommée en l'honneur de Henry Hague.

## Publication originale
- Stuart, 1942 : Comments on several species of Anolis from Guatemala with descriptions of three new forms. University of Michigan Museum of Zoology, Occasional Papers, no 464, p. 1-10 (texte intégral).